# Parque Tantauco
El Parque Tantauco es un parque privado chileno, abierto al público, ubicado en la Isla Grande de Chiloé, Región de Los Lagos. Actualmente es administrado por la Fundación Futuro, que fue liderada por el empresario multimillonario y expresidente de Chile Sebastián Piñera. El parque cuenta con más de 118 000 hectáreas.

## Historia
En 1997, el empresario forestal estadounidense Jeremiah Henderson, junto con otros inversionistas norteamericanos y chilenos, adquirió 123 000 hectáreas en la comuna de Quellón, en el extremo sur de Chiloé, con la intención de instalar una explotación de bosque nativo. Sin embargo, condiciones de mercado, presiones de grupos ecologistas y reclamaciones de tierra hechas por comunidades huilliches de la zona llevaron a que el proyecto original no prosperara. En 1999 Henderson puso en remate los terrenos —sin éxito— y en 2001 los puso a la venta, sin conseguir interesados. En 2003 el estadounidense adquirió la isla San Pedro, luego de que el Estado la permutara a cambio de 4780 hectáreas que eran reclamadas por una comunidad huilliche del sector Piedra Blanca de Quellón.
 

Recomendado por el empresario y ecologista Douglas Tompkins, a fines de 2004 el también empresario y político chileno Sebastián Piñera compró a Henderson, en cerca de 6 millones de dólares, 118 000 hectáreas, con la idea de crear un parque privado, inspirado en Pumalín.

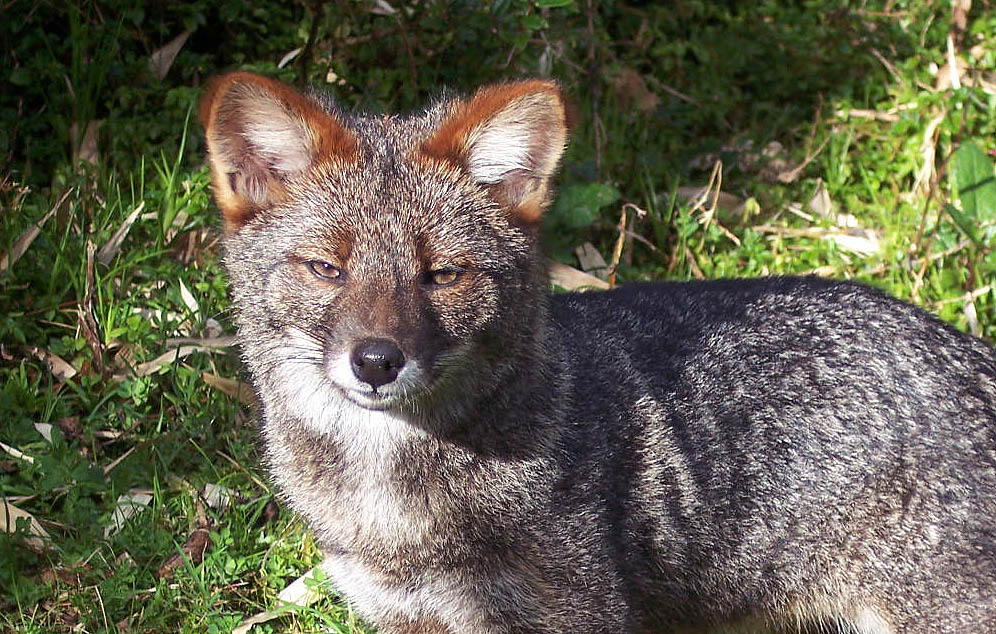
Zorro chilote, especie endémica de Chile y habitante del parque.

El proyecto contempló desde un inicio la construcción de un parque abierto al público que incluyera la realización de excursiones, deportes y la observación de la naturaleza, que pudiera recibir unos 100.000 visitantes anuales.
Durante 2006 y 2007 se implementaron lugares para recibir a los visitantes, además de que se construyeron senderos y zonas de camping, y expresamente no se construyeron servicios de alimentación o vestuario.En el sector de Caleta Inío el parque también cuenta con un museo dedicado a la cultura del pueblo chono.

## Controversia con comunidades indígenas
A pesar de que Piñera, después de concretada la transacción, declaró que no había tenido mayores antecedentes sobre la existencia de algún conflicto dentro de los terrenos que había comprado, existía un amplio rechazo al proyecto de parte de las comunidades huilliches de la zona, lo que era conocido públicamente y había sido cubierto por la prensa local mientras se realizaban las negociaciones previas a la compra. El rechazo provenía de los derechos "ancestrales y legales" que reclaman las comunidades huilliches del lugar sobre esos territorios, estando estos últimos garantizados por el Tratado de Tantauco, capitulación firmada entre España y Chile en 1826, que dejaría los territorios bajo el dominio de aquel pueblo, según dice una carta abierta entregada a Piñera por el Consejo de Caciques Huilliches. Además la carta afirma que el cambio de nombre del territorio, bautizándolo como Tantauco, el del tratado que garantiza a los huilliches la conservación de aquellos territorios que les pertenecían, es una ofensa y una provocación a su pueblo.

## Vida silvestre
Al estar ubicado en una isla, el parque posee ecosistemas de gran valor ecológico, contando con 25 puntos de biodiversidad.

## Vías de acceso
El parque se encuentra en el sur de la isla, en la comuna de Quellón. El acceso es posible por vía marítima en el sector de Inío y por vía terrestre en el sector comprendido por los lagos Chaiguata y Chaiguaco.